# Municipio de Concord (condado de Adams)
El municipio de Concord (en inglés: Concord Township) es un municipio ubicado en el condado de Adams en el estado estadounidense de Illinois. En el año 2010 tenía una población de 287 habitantes y una densidad poblacional de 2,98 personas por km².

## Geografía
El municipio de Concord se encuentra ubicado en las coordenadas 39°58′54″N 90°58′6″O / 39.98167, -90.96833. Según la Oficina del Censo de los Estados Unidos, el municipio tiene una superficie total de 96.32 km², de la cual 96,2 km² corresponden a tierra firme y (0,12 %) 0,12 km² es agua.

## Demografía
Según el censo de 2010, había 287 personas residiendo en el municipio de Concord. La densidad de población era de 2,98 hab./km². De los 287 habitantes, el municipio de Concord estaba compuesto por el 96,17 % blancos, el 3,48 % eran de otras razas y el 0,35 % eran de una mezcla de razas. Del total de la población el 5,92 % eran hispanos o latinos de cualquier raza.